# Miroslav Čtvrtníček
Miroslav Čtvrtníček (Kralupy nad Vltavou, 3 novembre 1931 – 2006) è stato un calciatore cecoslovacco, di ruolo portiere.

## Carriera
Formatosi nella squadra della sua città di nascita, Kralupy nad Vltavou, Čtvrtníček inizia la carriera nel Baník Kladno, club della massima divisione cecoslovacca.
Nel corso della I. liga 1957-1958 passa alla Spartak Praga Sokolovo. Con i capitolini militò sino al 1962 senza ottenere risultati di rilievo tranne il secondo posto ottenuto nella stagione d'esordio. Durante la sua militanza con i praghesi fu immortalato dal fotografo Stanislav Tereba sotto una scrosciante pioggia durante la partita giocata il 1º aprile 1958 allo Stadion Letná tra il suo Sparta e la CH Bratislava. La foto valse al fotografo il premio World Press Photo of the Year del 1959.
Chiusa l'esperienza con lo Sparta torna a giocare nella città natia.